# كلام أنجي ريدي
كلام أنجي ريدي (1 فبراير 1939 - 15 مارس 2013) هو رجل أعمال هندي متخصص في صناعة المستحضرات الصيدلانية، وهو مؤسس ورئيس مختبرات الدكتور ريدي، التي أسسها في عام 1984، ورئيس مؤسسة الدكتور ريدي (درف) الذراع مسؤولة للمجموعة، التي أُنشئت عام 1996. وتم تكريمه بميدالية بادما شري من قبل الحكومة الهندية في عام 2001 لمساهمته في صناعة الأدوية الهندية. وكان عضوًا في مجلس رئيس الوزراء الهندي للتجارة والصناعة.
أنهى دراسته الثانوية في مدرسة أنابوتانا الثانوية، حصل على درجة بكالوريوس في العلوم من كلية أس في جونتور في عام 1958. ثم حصل على بكالوريوس في علوم المواد الصيدلانية والمواد الكيميائية الدقيقة من جامعة مومباي قسم التقنية الكيميائية في جامعة مومباي (الآن معهد التكنولوجيا الكيميائية، مومباي )، ثم حصل على درجة الدكتوراه في الهندسة الكيميائية من المختبر الكيميائي الوطني، بيون في عام 1969.

## الوفاة
توفي كلام انجي ريدي في 15 مارس 2013 في مستشفى أبولو في حيدر أباد، بسبب مرض السرطان.